# Tofieldia coccinea
Tofieldia coccinea là một loài thực vật có hoa trong họ Tofieldiaceae. Loài này được Richardson miêu tả khoa học đầu tiên năm 1823.